# El Ciruelo
El Ciruelo es un corregimiento del distrito de Pesé en la provincia de Herrera, República de Panamá. La población tiene 823 habitantes (2010).